# Liaudės upės slėnis
Liaudės upės slėnis este o arie protejată (sit de importanță comunitară — SCI) din Lituania întinsă pe o suprafață de 118,64 ha, integral pe uscat.

## Localizare
Centrul sitului Liaudės upės slėnis este situat la coordonatele 55°29′14″N 23°59′39″E / 55.4871°N 23.9941°E.

## Înființare
Situl Liaudės upės slėnis a fost declarat sit de importanță comunitară în noiembrie 2022 pentru a proteja un număr necunoscut de specii din flora spontană și fauna sălbatică aflate în arealul zonei.

## Biodiversitate
Situată în ecoregiunea boreală, aria protejată conține 3 habitate naturale: Pajiști fino-scandinave uscate până la mezice, bogate în specii de altitudine mică, Fânețe de joasă altitudine (Alopecurus pratensis, Sanguisorba officinalis), Păduri pe pante, grohotișuri și ravene de Tilio-Acerion.
La baza desemnării sitului se află un număr nedeclarat de specii protejate.